# Goločevac
Goločevac (cyr. Голочевац) – wieś w Serbii, w okręgu pczyńskim, w gminie Trgovište. W 2011 roku liczyła 39 mieszkańców.